# Carl-Schmitt-Gesellschaft
Die Carl-Schmitt-Gesellschaft e. V. ist eine wissenschaftliche Vereinigung zur Förderung der sachlich-kritischen Beschäftigung mit Leben und Werk des deutschen Staatsrechtlers Carl Schmitt. 
Die Gesellschaft ging 2010 aus dem 2006 am Geburts- und Sterbeort Schmitts in Plettenberg gegründeten Carl-Schmitt-Förderverein hervor. Sitz der Gesellschaft ist Berlin. Die Geschäftsstelle befindet sich seit 2015 im Haus des Verlags Duncker & Humblot, der die Werke Schmitts heute betreut. Zuvor war sie im Stadtarchiv Plettenberg angesiedelt.
Vorsitzender der Gesellschaft ist der Berliner Verleger Gerd Giesler, der ein langjähriger Begleiter Schmitts war. Im November 2019 wurde der Rechtswissenschaftler Florian Meinel zum Vorsitzenden des wissenschaftlichen Beirates der Gesellschaft gewählt. Weitere Mitglieder des Vorstands sind Jürgen Beine, Hans-Christof Kraus, Philip Manow, Angela Reinthal, Florian Simon und Martin Tielke.

## Publikationen
Die Gesellschaft unterstützt die Publikation, insbesondere die Edition von autobiographischen Schriften Carl Schmitts. Auf ihrer Webseite befinden sich kleine Beiträge, Bilder und Dokumente über Schmitt sowie eine laufend aktualisierte Auswahlbibliographie und die rekonstruierte virtuelle Schmitt-Bibliothek. 
Die Gesellschaft gibt seit 2011 die Neue Folge der Schmittiana heraus, die die früher von Piet Tommissen publizierten Bände fortsetzen, indem sie Briefe und Manuskripte von und über Schmitt aus dem Nachlass edieren.
- Schmittiana. Beiträge zu Leben und Werk Carl Schmitts. Neue Folge. 3 Bde. 
  - Bd. 1, hrsg. von Gerd Giesler und Martin Tielke, Duncker & Humblot, Berlin 2011, ISBN 978-3-428-13688-9.
  - Bd. 2, hrsg. von Gerd Giesler, Duncker & Humblot, Berlin 2014, ISBN 978-3-428-14237-8.
  - Bd. 3, hrsg. von Gerd Giesler, Duncker & Humblot, Berlin 2016, ISBN 978-3-428-15025-0.

Als Jahresgabe erscheinen die sogenannten Carl Schmitt Opuscula. Plettenberger Miniaturen:
- Heft 1: Carl Schmitt und Plettenberg. Der 90. Geburtstag (Gerd Giesler, Ernst Hüsmert), 2008, ISBN 978-3-9812613-0-1.
- Heft 2: Die Hamburger Verlegerfamilie Eisler und Carl Schmitt (Reinhard Mehring), 2009, ISBN 978-3-9812613-1-8.
- Heft 3: Carl Schmitt und die Künste in der Plettenberger Nachkriegszeit (Gerd Giesler), 2010, ISBN 978-3-9812613-2-5.
- Heft 4: Gedichte für und von Carl Schmitt (Gerd Giesler, Ernst Hüsmert, Wolfgang H. Spindler), 2011, ISBN 978-3-9812613-3-2.
- Heft 5: „Eine Tochter ist das ganz andere“. Die junge Anima Schmitt (Reinhard Mehring), 2012, ISBN 978-3-9812613-4-9.
- Heft 6: „Carl Schmitt aus der Nähe betrachtet“. Zeugnisse von Weggenossen (Martin Tielke), 2013, ISBN 978-3-9812613-5-6.
- Heft 7: Carl Schmitt privat in Berlin. Adressen, Wohnungen, und Gäste (Gerd Giesler), 2014, ISBN 978-3-9812613-6-3.
- Heft 8: Johannes Gross. Lesegedanken – Lesefrüchte. Mit kommentierenden Bemerkungen von Carl Schmitt (Gerd Giesler, Ernst Hüsmert), 2015, ISBN 978-3-9812613-7-0.
- Heft 9: Das Fernsehurteil des Bundesverfassungsgerichts 1961. Eine Leserbrief-Kampagne aus dem Hause Carl Schmitt in der Deutschen Zeitung (Gerd Giesler, Florian Meinel), 2016, ISBN 978-3-9812613-8-7.
- Heft 10: Ernst Hüsmert über Carl Schmitt. Herscheider Erinnerungen (Gerd Giesler), 2017, ISBN 978-3-9812613-9-4.
- Heft 11: Aphorismen, Maximen, Selbstdefinitionen (Martin Tielke, Gerd Giesler), 2018, ISBN 978-3-9820020-0-2.
- Heft 12: „Mich hält ein reines Intervall“. Carl Schmitt und die Musik. (Angela Reinthal), 2019, ISBN 978-3-9820020-1-9.
- Heft 13: „Geniale Menschenfängerei“. Carl Schmitt als Widmungsautor. (Martin Tielke), 2020, ISBN 978-3-9820020-2-6.
- Heft 14: „Hamlet als mythische Figur der Gegenwart“. Carl Schmitts Aachener Vortrag (21.1.1957). (Andreas Höfele), 2021, ISBN 978-3-9820020-3-3.
- Heft 15: Carl Schmitt und der Film der Weimarer Republik. (Angela Reinthal und Matthias Hurst), 2022, ISBN 978-3-9820020-4-0.
- Heft 16: Carl Schmitts Wanderungen in und um Plettenberg (Wenzel Braunfels und Johannes Garjcarek), 2023, ISBN 978-3-9820020-5-7.
- Heft 17: Duschkas Gästebuch. 1938–1943 (Martin Tielke), 2024, ISBN 978-3-9820020-6-4

Zudem organisiert die Gesellschaft die seit 2014 jährlich im Hörsaal des Tieranatomischen Theaters stattfindenden Carl-Schmitt-Vorlesungen, die in loser Folge in gedruckter Form beim Verlag Duncker & Humblot publiziert werden:
- Horst Bredekamp: Der Behemoth. Metamorphosen des Anti-Leviathan, Duncker & Humblot, Berlin 2016, ISBN 978-3-428-14932-2.
- Quentin Skinner: Thomas Hobbes und die Person des Staates, Duncker & Humblot, Berlin 2017, ISBN 978-3-428-15295-7.
- Dieter Grimm: Recht oder Politik? Die Kelsen-Schmitt-Kontroverse zur Verfassungsgerichtsbarkeit und die heutige Lage, Duncker & Humblot, Berlin 2020, ISBN 978-3-428-18099-8.
- Jörg Baberowski: Der bedrohte Leviathan. Staat und Revolution in Rußland, Duncker & Humblot, Berlin 2021, ISBN 978-3-428-18227-5.
- Ingeborg Villinger: Gretha Jünger und die Sache selbst. Ein Porträt mit Carl Schmitt. Duncker & Humblot, Berlin 2022, ISBN 978-3-428-18625-9.
- Brendan Simms: Die Rückkehr des Großraums? Duncker & Humblot, Berlin 2023, ISBN 978-3-428-19022-5.